# Valepotriatos
Valepotriatos são sedativos vegetais extraídos da Valeriana wallichii.